# Tarapoa
Tarapoa – miasto w Ekwadorze, w prowincji Sucumbíos, siedziba kontonu Cuyabeno.